# Стелманн, Нивея
Ниве́я Сте́лманн Леонсио (порт. Nívea Stelmann Leôncio; 6 апреля 1974, Параиба-ду-Сул, Рио-де-Жанейро, Бразилия) — бразильская актриса.

## Биография
Нивея Стелманн Леонсио родилась 6 апреля 1974 года в Параиба-ду-Суле (штат Рио-де-Жанейро, Бразилия) в семье бизнесменов Франциско Леонсио и Дженис Стелманн. У Нивеи есть два младших брата — Франциско Леонсио-младший и Рафаэль Стелманн. 
По образованию — журналистка.

## Карьера
Нивея дебютировала в кино в 1993 году, сыграв роль Татьяны в телесериале «Бразильская семья». В 2001 году Стелманн сыграла роль Рании Рашид в телесериале «Клон». Всего она сыграла более чем в 20-ти фильмах и телесериалах. Лауреат премии «Prêmio Contigo» (2008).

## Личная жизнь
В 2003—2005 годах Нивея была замужем за актёром Марио Фриас (род.1971). В этом браке Стелманн родила своего первенца — сына Мигеля Фриаса (род.11.09.2004).
В 2007—2008 годах Нивея была замужем за Эдуардо Азером.
С 17 июля 2013 года Нивея замужем в третий раз за бизнесменом Маркусом Рошой. В этом браке Стелманн родила своего второго ребёнка и первую дочь — Бруну Роша (род.23.03.2014).

## Избранная фильмография
| Год  |   | Русское название | Оригинальное название | Роль        |
| ---- | - | ---------------- | --------------------- | ----------- |
| 2002 | с | Клон             | O Clone               | Рания Рашид |